# Irkut MS-21
Irkut MS-21 (rusky МС‑21 Магистральный Самолёт XXI века v překladu Letadlo středního doletu pro 21. století) je ruský úzkotrupý dopravní letoun vyvíjený konstrukční kancéláří Jakovlev a vyráběný společností Irkut spadající do Sjednocené letecké korporace. Vznikl jako náhrada letounu Tupolev Tu-204. V sériové produkci měl původně nést typové označení Jak-242, nakonec od tohoto označení bylo ustoupeno. Tento letoun by se měl stát konkurentem západních Boeingů 737 MAX a Airbusů A320neo. Vývoj byl zahájen roku 2006 a v roce 2011 pokračoval podrobný návrh. První let byl naplánován na rok 2014, uvedení na trh na rok 2016. Po zpoždění plánovaného zavedení v letech 2012 až 2020 se předvedení veřejnosti uskutečnilo 8. června 2016, první let proběhl 28. května 2017 a první dodávky pro Aeroflot se měly uskutečnit v roce 2019, později v roce 2020, 2024 a nyní (konec roku 2024) jsou dodávky plánovány na rok 2026. 
Křídlo by mělo být vyrobeno ze speciálních polymerů a k pohonu by měly sloužit dvouproudové motory Pratt & Whitney PW1000G nebo Aviadvigatěl PD-14. Kapacita by měla být 132–163 cestujících ve dvou třídách, s možností 165–211 a doletem 6 000–6 400 km. Standardní verzi MC-21-300 by měla následovat kratší MC-21-200. Do července 2018 společnost dostala 175 objednávek. 
Začátkem roku 2022 byly kvůli ruské invazi na Ukrajinu proti Rusku uvaleny mezinárodní sankce. Společnost Irkut byla zařazena na sankční seznamy Spojených států, Kanady, Švýcarska a Ukrajiny, zatímco Sjednocená letecká korporace byla zařazena na sankční seznamy Spojených států, Evropské unie, Japonska, Švýcarska, Francie, Belgie a Ukrajiny, a Evropská agentura pro bezpečnost letectví (EASA) pozastavila veškeré práce na typové certifikaci letounu MC-21. K obcházení sankcí chce Irkut používat výhradně ruskou avioniku a motory. 7. dubna 2022 Michail Mišustin prohlásil, že výměna na domácí sestavy má být dokončena během 2–3 let a ruská vláda očekává, že procento domácích součástí v MC-21 bude v letech 2022–2024 činit 97 %, díky čemuž má být údajně nezávislý na dováženém zařízení. Začátkem roku 2024 bylo oznámeno, že uvedení řady MS-21 na trh  bude odloženo na roky 2025–2026. Vyšlo také najevo, že použití ruských materiálů a komponent vedlo k nárůstu hmotnosti konstrukce o 5,75 t, takže letoun nedosahuje původně projektovaných parametrů, zejména v oblasti doletu a dostupu.

## Vývoj

Nákres nejdelší verze MS-21-400, která se nakonec vyrábět nebude

Má mít moderní konstrukci s vysokým podílem kompozitů, ze kterých je zhotoveno celé křídlo, celkově asi 40% stroje. Letadlo má mít velmi nízké provozní náklady a mělo by se stát rovnocenným konkurentem letounů hlavních světových výrobců Boeing a Airbus. Je to jeden z nejdůležitějších projektů ruské Sjednocené letecké korporace (OAK), vznikající za významné vládní podpory, především na půdě společnosti IRKUT. 
Kromě domácích motorů PD-14 se předpokládá alternativní osazování nejmodernějšími motory Pratt & Whitney řady PW1000G. První let byl naplánován na rok 2014, uvedení na trh na rok 2016 a výrobce věří, že by mohl získat asi 10% podíl na světovém trhu ve své třídě a očekává, že 65-70% letounů bude exportovat. Úvodním uživatelem by měla být společnost CRECOM z Malajsie, která má uzavřenu objednávku na 50 ks letounů. V roce 2010 výrobce evidoval 100 ks objednávek.
V únoru 2012 oznámil vicepremiér Dmitrij Rogozin zpoždění vývoje. První let je plánován na roky 2015 až 2016 a první dodávka letounu na rok 2020. Nedlouho poté bylo upřesněno, že předvedení veřejnosti je plánováno na polovinu roku 2016, první let na konec téhož roku а  výroba začne už v roce 2017.
Celosvětový servis chce výrobce zajišťovat ve spolupráci s servisní sítí společnosti Lufthansa Technic.

## Varianty
- MS-21-300 základní verze pro 180 cestujících[13]
- MS-21-310 označení pro variantu s ruskými motory PD-14
- MS-21-200 zkrácená verze pro 150 cestujících

## Specifikace
| Varianta                  | MC-21-200                                    | MC-21-300                                    |
| ------------------------- | -------------------------------------------- | -------------------------------------------- |
| Posádka kokpitu           | 2                                            | 2                                            |
| Sedadla (2 třídy)         | 132 (12J + 120Y)                             | 163 (16J + 147Y)                             |
| Sedadla (2 třída)         | 165 @ 29–28”                                 | 211 @ 29–28”                                 |
| Cargo kapacita            | 34 m³                                        | 49 m³                                        |
| Délka                     | 36,8 m                                       | 42,2 m                                       |
| Rozpětí                   | 35,9 m                                       | 35,9 m                                       |
| Výška                     | 11,5 m                                       | 11,5 m                                       |
| Šířka trupu               | 4,06 m                                       | 4,06 m                                       |
| Šířka kabiny              | 3,81 m                                       | 3,81 m                                       |
| MTOW                      | 72 560 kg                                    | 79 250 kg                                    |
| Max. přistávací hmotnost  | 63 100 kg                                    | 69 100 kg                                    |
| Max. užitečné zatížení    | 18 900 kg                                    | 22 600 kg                                    |
| Kapacita paliva           | 20 400 kg                                    | 20 400 kg                                    |
| Dvouproudové motory (x 2) | Aviadvigatěl PD-14 / Pratt & Whitney PW1400G | Aviadvigatěl PD-14 / Pratt & Whitney PW1400G |
| Max. tah (x 2)            | PW1428G: 28 000 lbf (120 kN)                 | PW1431G: 31 000 lbf (140 kN)                 |
| Dolet (2 třídy)           | 6 400 km                                     | 6 000 km                                     |